# Distrito de Raroña occidental
El distrito de Raroña Occidental (en alemán Bezirk Westlich Raron, en francés district de Rarogne occidental) es uno de los catorce distritos del cantón del Valais, Suiza, situado en el centro del cantón. La capital distrital es la comuna de Raroña.

## Geografía
El distrito se encuentra en la región del Alto Valais (Oberwallis/Haut-Valais), la cual es de población mayoritariamente suizo-alemana. El distrito limita al nordeste con los distritos de Frutigen-Niedersimmental (BE) e Interlaken-Oberhasli (BE), al norte con el de Goms, al este con el de Brig, al sur con el de Visp, y al oeste con el de Leuk.

## Comunas
| Distrito de Raroña Occidental | Distrito de Raroña Occidental | Distrito de Raroña Occidental |
| Comunas                       | Población (31.12.2008)        | Superficie km²                |
| ----------------------------- | ----------------------------- | ----------------------------- |
| Ausserberg                    | 669                           | 10,1                          |
| Blatten                       | 317                           | 90,6                          |
| Bürchen                       | 727                           | 13,4                          |
| Eischoll                      | 490                           | 13,8                          |
| Ferden                        | 277                           | 27,9                          |
| Kippel                        | 374                           | 11,7                          |
| Niedergesteln                 | 669                           | 17,5                          |
| Raroña                        | 1835                          | 30,3                          |
| Steg-Hohtenn1                 | 1502                          | 14,3                          |
| Unterbäch                     | 415                           | 22,0                          |
| Wiler (Lötschen)              | 550                           | 14,7                          |
| Total (11)                    | 10 793                        | 266,3                         |

### Modificaciones
- 11 de enero de 2009: Fusión de las comunas de Steg y Hohtenn en la nueva comuna de Steg-Hohtenn.

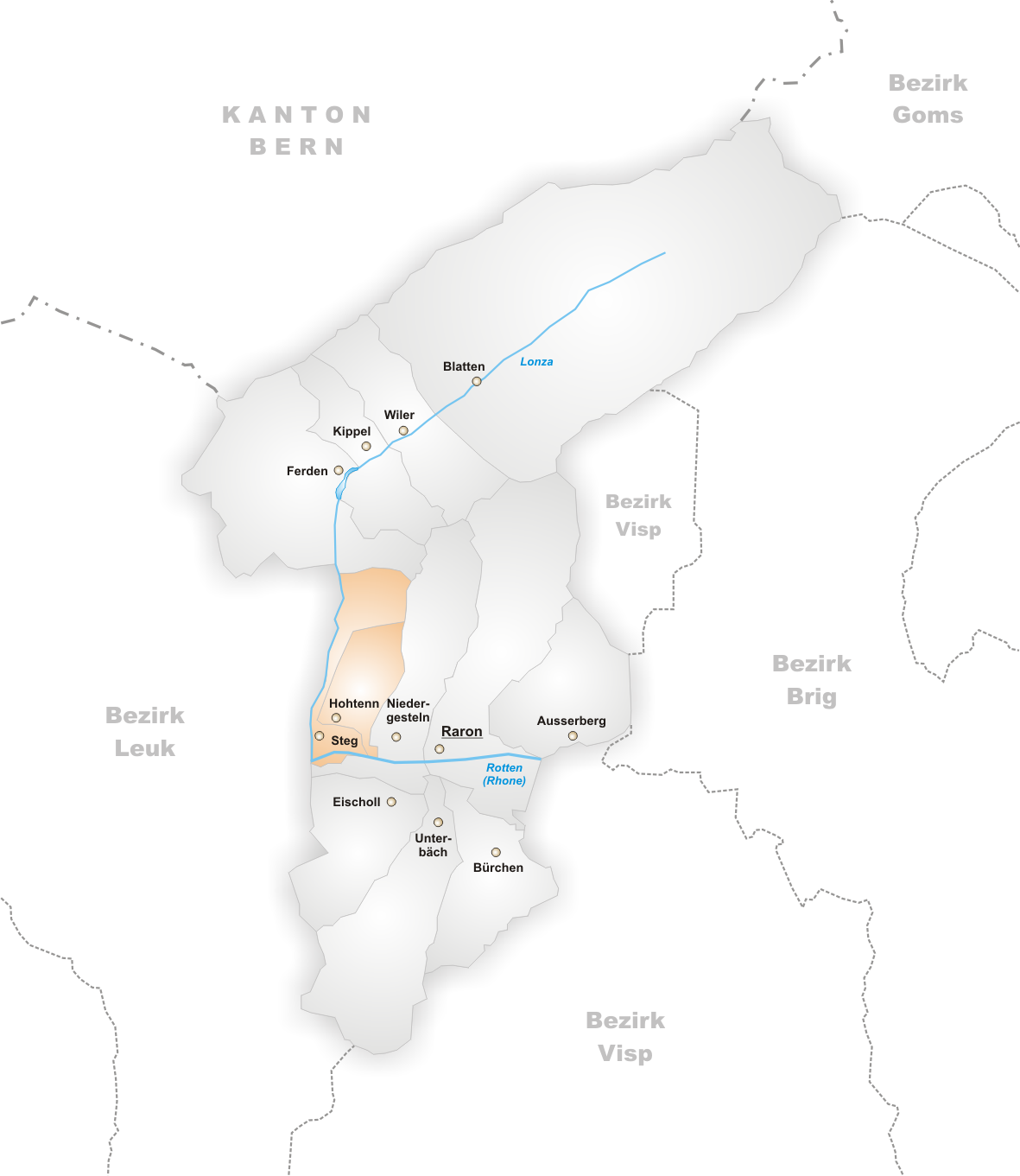
Comunas hasta 2008